# 大窪遥
大窪 遥（おおくぼ はるか、1991年12月27日 - ）は、日本のラグビー選手。

## プロフィール
- 大阪府出身[1]。
- ポジションはロック(LO)。
- 身長 183cm、体重 98kg
- ニックネームはハルカ[2]。

## 略歴
2010年、近大附属高校卒業後、日本大学に入る。
2014年、日本大学卒業後、日野自動車レッドドルフィンズに加入。同年9月13日に行われたトップイーストリーグの釜石シーウェイブス戦に先発出場で公式戦初出場を果たす。
2018年、日野自動車レッドドルフィンズを退団した。